# Stopes Point
Der Stopes Point ist eine felsige Landspitze im ostantarktischen Viktorialand. In den Allan Hills bildet sie den nördlichen Ausläufer des Tilman Ridge.
Teilnehmer einer Expedition zu den Allan Hills im Rahmen des New Zealand Antarctic Research Programme erkundeten und benannten ihn 1964. Namensgeberin ist die neuseeländische Paläobotanikerin Maria Stopes, eine Kapazität auf dem Gebiet der Pflanzenwelt des Karbon, deren Fossilien in diesem Gebiet zu finden sind.